# 長尾景棟
長尾 景棟（ながお かげむね）は、室町時代の武将。山内上杉家の家臣。

## 略歴
総社長尾氏の長尾忠政の嫡男として誕生。宝徳元年（1450年）の父の没後に武蔵国守護代として享徳の乱では山内上杉氏の一員として戦い、寛正3年（1462年）頃には本領の武蔵長尾郷に住んでいたとされ、文明10年（1478年）に没し、養子の忠景が後を継いだとされている（「総社長尾氏系図」）。
ところが、その後の研究で、忠景が景棟ではなく、父・忠政の養子であった事を示す系図（「長林寺本長尾系図」）や忠景の書状（「雲頂庵文書」所収）の存在が指摘され、文安年間（1440年代）には忠景が総社長尾家を継いでいた可能性が指摘されるようになった。このため、景棟・良済の兄弟が家督を継いでいたとしても文安年間には既に没しており、その後に忠景が忠政と養子縁組をして後を継いだと推定されるようになり、従来考えられてきた享徳以降の景棟の事績は全て忠景の事績であったと考えられている。
また、応永33年（1426年）頃の山内上杉氏の家臣奉書に登場する「修理亮」が景棟の可能性があり、一方でこの時期に父親の忠政の山内上杉家家宰としての活動が見られない事から、この時期に景棟が父の職務を代行していた可能性を指摘する説もある。